# Laicocéfalos

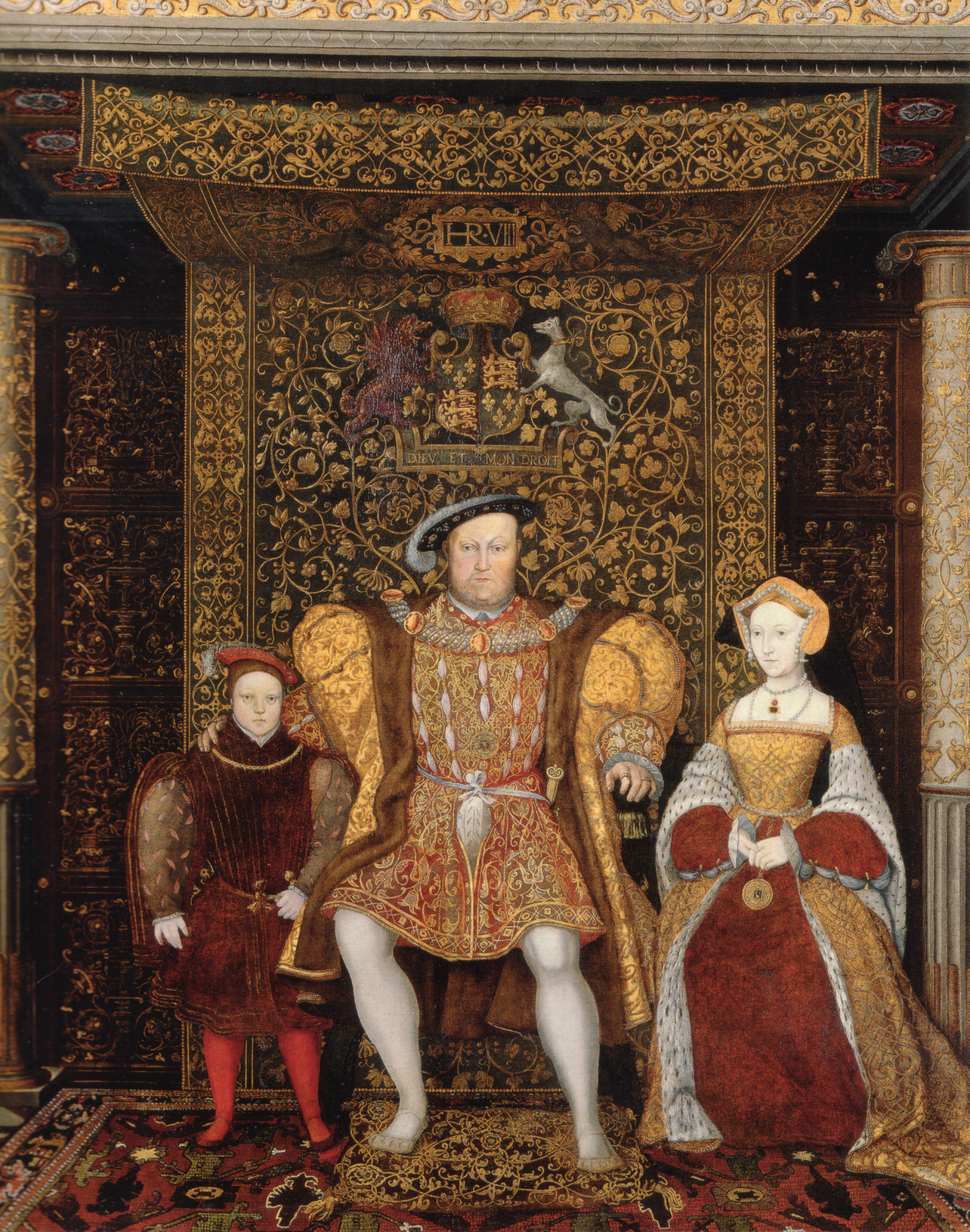
La familia real inglesa en 1545.

Laicocéfalos (de laicus -laico- y cephalus -cabeza-) es el nombre denigratorio que algunos católicos dieron a los partidarios de la reforma anglicana dado que, a partir del Acta de Supremacía de 1534, Enrique VIII y los sucesivos reyes de Inglaterra debían ser considerados Cabeza de la Iglesia o Suprema Cabeza de la Iglesia de Inglaterra; aunque desde Isabel I el título que se usa es el de Gobernador supremo de la Iglesia de Inglaterra, menos problemático teológicamente.
Para refutar esta doctrina, el católico inglés Thomas Stapleton (en Principiorum fidei doctrinalium demonstratio methodica. Per controuersias septem in libris duodecim tradita, París, 1582) recurre a la autoridad de San Ambrosio: Imperator enim bonus intra Ecclesiam, non supra Ecclesiam est; e incluso a la del protestante Calvino: Magistratus, si pius est, eximere se nolet a communi filiorum Dei subiectione, cuius non postrema pars est Ecclesiae ex verbo Dei indicanti se subiicere: tantom abest, ut iudicium illud ab Ecclesia tollere debeant.
El dominico italiano Ignatio Fiumi dedica a la refutación de esta doctrina el Tratctus VII - De Ecclesiastica Auctoritate contra Laicocephalos Angliae de su Schola veritatis orthodoxae aduersus mendacia Lutheri, Caluini caeterorumque protestantium erecta (1677).
El polígrafo hispano-peruano Pedro de Peralta Barnuevo, a comienzos del siglo XVIII, se pregunta escandalizado: "¿Qué error más grande puede haber que el de la laicocefalia, en que admiten por sucesor de Cristo un rey hereje, y por sumo sacerdote un laico poderoso, y, lo que es más horrible, una mujer profana?"
En la definición que de este término se hace en L'Encyclopédie (1751) no se utiliza la expresión "anglicanismo" sino "la disciplina de Samson y Morisson" (la discipline de Samson & Morisson) y se insiste en las penas de prisión y confiscación de bienes a que se enfrentaban los que no lo aceptaran.